# David Allison
Pour les articles homonymes, voir Allison.
David Allison, dit Dave Allison, (né le 14 avril 1959 à Fort Frances dans la province de l'Ontario au Canada) est un joueur professionnel de hockey sur glace devenu entraîneur. Il est le frère du joueur de hockey Mike Allison.

## Carrière de joueur
En 1976, il commence sa carrière avec les Royals de Cornwall de la Ligue de hockey junior majeur du Québec. En 1979, il passe professionnel avec les Voyageurs de la Nouvelle-Écosse de la Ligue américaine de hockey. En 1983, il  participe à trois parties de Ligue nationale de hockey avec les Canadiens de Montréal. En 1989, il arrête sa carrière avec l'Ice d'Indianapolis de la ligue internationale.

## Statistiques
| Saison     | Équipe                          | Ligue      |    | Saison régulière | Saison régulière | Saison régulière | Saison régulière | Saison régulière |   | Séries éliminatoires | Séries éliminatoires | Séries éliminatoires | Séries éliminatoires | Séries éliminatoires |
| Saison     | Équipe                          | Ligue      | PJ | B                | A                | Pts              | Pun              | PJ               | B | A                    | Pts                  | Pun                  |                      |                      |
| 1976-1977  | Royals de Cornwall              | LHJMQ      | 63 | 2                | 11               | 13               | 180              |                  |   |                      |                      |                      |                      |                      |
| 1977-1978  | Royals de Cornwall              | LHJMQ      | 60 | 9                | 29               | 38               | 302              |                  |   |                      |                      |                      |                      |                      |
| 1978-1979  | Royals de Cornwall              | LHJMQ      | 66 | 7                | 31               | 38               | 407              |                  |   |                      |                      |                      |                      |                      |
| 1979-1980  | Voyageurs de la Nouvelle-Écosse | LAH        | 49 | 1                | 12               | 13               | 119              | 4                | 0 | 0                    | 0                    | 46                   |                      |                      |
| 1980-1981  | Voyageurs de la Nouvelle-Écosse | LAH        | 70 | 5                | 12               | 17               | 298              | 6                | 0 | 0                    | 0                    | 15                   |                      |                      |
| 1981-1982  | Voyageurs de la Nouvelle-Écosse | LAH        | 78 | 8                | 25               | 33               | 332              | 9                | 0 | 3                    | 3                    | 84                   |                      |                      |
| 1982-1983  | Voyageurs de la Nouvelle-Écosse | LAH        | 70 | 3                | 22               | 25               | 180              | 7                | 0 | 2                    | 2                    | 24                   |                      |                      |
| 1983-1984  | Voyageurs de la Nouvelle-Écosse | LAH        | 53 | 2                | 18               | 20               | 155              | 6                | 0 | 3                    | 3                    | 25                   |                      |                      |
| 1983-1984  | Canadiens de Montréal           | LNH        | 3  | 0                | 0                | 0                | 12               |                  |   |                      |                      |                      |                      |                      |
| 1984-1985  | Oilers de la Nouvelle-Écosse    | LAH        | 68 | 4                | 18               | 22               | 175              | 6                | 0 | 2                    | 2                    | 15                   |                      |                      |
| 1984-1985  | Canadiens de Sherbrooke         | LAH        | 4  | 0                | 1                | 1                | 19               |                  |   |                      |                      |                      |                      |                      |
| 1985-1986  | Lumberjacks de Muskegon         | LIH        | 66 | 7                | 30               | 37               | 247              | 14               | 2 | 9                    | 11                   | 46                   |                      |                      |
| 1986-1987  | Lumberjacks de Muskegon         | LIH        | 67 | 11               | 35               | 46               | 337              | 15               | 4 | 3                    | 7                    | 20                   |                      |                      |
| 1987-1988  | Saints de Newmarket             | LAH        | 48 | 1                | 9                | 10               | 166              |                  |   |                      |                      |                      |                      |                      |
| 1988-1989  | Citadels d'Halifax              | LAH        | 12 | 1                | 2                | 3                | 29               |                  |   |                      |                      |                      |                      |                      |
| 1988-1989  | Ice d'Indianapolis              | LIH        | 34 | 0                | 7                | 7                | 105              |                  |   |                      |                      |                      |                      |                      |
| Totaux LNH | Totaux LNH                      | Totaux LNH | 3  | 0                | 0                | 0                | 12               |                  |   |                      |                      |                      |                      |                      |

## Carrière d'entraîneur
En 1986, il débute en tant qu'entraîneur adjoint des Lumberjacks de Muskegon en LIH. En 1989, il devient entraîneur des Lancers de la Virginie en ECHL. En 1995-1996, il a dirigé les Sénateurs d'Ottawa de la LNH. De 2005 à 2008, il est à la tête des Stars de l'Iowa en LAH.

## Trophée
- Vainqueur de la Coupe Turner de la LIH en 1985-1986

## Transactions
- Le 4 octobre 1979 : signe avec les Canadiens de Montréal comme joueur autonome.